# Relaciones Armenia-Pakistán
La República de Armenia y la República Islámica de Pakistán nunca han tenido relaciones diplomáticas formales. Pakistán es el único país del mundo que no reconoce a Armenia como estado soberano, aunque la mayoría de los paquistaníes no son conscientes de este hecho. Ha mantenido esta posición debido al conflicto de Nagorno-Karabaj entre Armenia y Azerbaiyán, a pesar del hecho de que Armenia y Azerbaiyán siempre se han reconocido mutuamente como estados soberanos desde que ambos obtuvieron la independencia durante la disolución de la Unión Soviética en 1991. Pakistán, que reconoció la soberanía azerbaiyana en 1991, ha declarado que el reconocimiento de Armenia estará supeditado a que los armenios renuncien a su reclamo sobre Nagorno-Karabaj, así como al fin de la presencia armenia en ese territorio en disputa. Asimismo, Pakistán apoyó abiertamente a Azerbaiyán durante la Primera Guerra de Nagorno-Karabaj y la Segunda Guerra de Nagorno-Karabaj; Ha defendido firmemente el pleno control azerbaiyano sobre Nagorno-Karabaj, que históricamente ha tenido una población de mayoría armenia, aunque es reconocido internacionalmente como parte de Azerbaiyán.
En medio de la ofensiva militar azerbaiyana de 2023, más de 100,000 armenios fueron desplazados de Nagorno-Karabaj, lo que desencadenó el colapso de la República de Artsaj, respaldada por Armenia. Naciones Unidas ha declarado, según informes locales, que quedan entre 50 y 1.000 armenios en la región. El 20 de septiembre de 2023, un día después del inicio de la ofensiva azerbaiyana, el Ministerio de Asuntos Exteriores de Pakistán emitió un comunicado oficial en el que reafirmaba el "apoyo inquebrantable de Pakistán a la soberanía e integridad territorial de Azerbaiyán" en Nagorno-Karabaj.
Dado que la República de Artsaj ya no existe y el éxodo de los armenios étnicos de la región, aún no está claro cuál es la posición oficial de Pakistán sobre el establecimiento de relaciones diplomáticas con el país.

## Historia

### Pakistán y el conflicto de Nagorno-Karabaj
Pakistán fue el tercer país, después de Turquía y Rumania, en reconocer a Azerbaiyán, y mantener estrechas relaciones con este país en lo que respeta a los conflictos en la región de Nagorno-Karabaj. Pakistán apoyó a Azerbaiyán durante la Primera Guerra de Nagorno-Karabaj. En 2015, Pakistán declaró que el reconocimiento de la independencia de Armenia estaba condicionado a la salida de este último de Karabaj. En 2020, Pakistán apoyó a Azerbaiyán en la guerra de Nagorno-Karabaj de 2020 y experimentó el posterior alto el fuego, que le proporcionó conquistas territoriales.

### Armenia, Pakistán e India
A fines de 2016, las relaciones entre Armenia y Pakistán se deterioraron aún más, y Armenia vetó la solicitud de Pakistán de obtener el estatus de observador en la Asamblea Parlamentaria de la Organización del Tratado de Seguridad Colectiva (OTSC) liderada por Rusia.
En 2019, después de una entrevista con WION,el primer ministro Nikol Pashinyan declaró que Armenia apoyaba a la India en el conflicto de Cachemira entre India y Pakistán.